# The Offords
The Offords lub Offord Cluny and Offord D'Arcy – wspólna nazwa dwóch wsi i civil parish w Anglii, w hrabstwie Cambridgeshire, w dystrykcie Huntingdonshire: Offord Cluny i Offord D'Arcy. W 2011 roku civil parish liczyła 1341 mieszkańców.